# Бети Хајдлер
Бети Хајдлер (Источни Берлин, 14. октобар 1983) је немачка атлетичарка, светска првакиња и рекордерка у бацању кладива.
Бети живи у Франкфурту и члан је АК Ајнтрахт Франкфурт. Запослена је у полицији.
Држала је светски рекорд до 21. августа 2014. са резултатом од 79,42 метра, постигнут на такмичењу у Халеу 21. мај 2011. године. 

## Значајнији резултати
- Олимпијске игре
  - Атина 2004 - 4. место 72,73
  - Пекинг 2008 - 9. место 70,06
  - Лондон 2012 - бронза 77,13
- Светско првенство
  - Париз 2003 - 11. место 65,01
  - Хелсинки 2005 - 29. место 61,91
  - Осака 2007 - злато 74,76
  - Берлин 2009 - сребро 77,12
  - Тегу 2011 - бронза 76,06
- Европско првенство у атлетици
  - Гетеборг 2006 - 5. место  70,89
  - Барселона 2010 - 1. место 76,38
- Светски куп у бацању кладива
  - Сомбатхељ 2004 — 6. место 69,65
  - Сомбатхељ 2005 - 6. место 69,95
  - Штутгарт 2006 - 1. место 75,44